# Dirk Van de Put
Dirk van de Put, född 14 maj 1960 i Mechelen, Belgien, är en belgisk affärsman. Han är sedan i november 2017 styrelseordförande och verkställande direktör för Mondelēz International, Inc. och efterträdde då Irene Rosenfeld.